# Daniel Vega Vidal
Daniel Vega Vidal (Lima, ...) è un regista peruviano.
Si diploma in immagine e suono a Madrid, proseguendo con un master in Business Audiovisivo all'Università Carlo III. Esordisce insieme al fratello Diego nel 2008 con il cortometraggio Interior bajo izquierda. Nel 2010, sempre insieme al fratello, scrive, produce e dirige Octubre, il loro primo lungometraggio, che vince il Premio Speciale della Giuria di “Un Certain Regard” al Festival di Cannes.

## Filmografia
- Interior bajo izquierda (2008) cortometraggio
- Octubre (2010)
- El mudo (2013)
- El aula vacía (2015) documentario
- El Chapo (2017) serie televisiva

## Fonti
- Pagina del regista sul sito del Festival del cinema africano, d'Asia e America Latina di Milano (fonte per la prima revisione della voce).
- (EN) Festival scope, su festivalscope.com. URL consultato il 3 ottobre 2011 (archiviato dall'url originale il 9 settembre 2011).

| Controllo di autorità | VIAF (EN) 233515841 · ISNI (EN) 0000 0003 6796 8916 · LCCN (EN) no2012029636 · BNF (FR) cb16733643g (data) |